# Joseph Alois Fink
Joseph Alois Fink, auch Josef Alois Fink,  (* 20. April 1796 in Andelsbuch; † 31. Oktober 1845 ebenda) war ein österreichischer Buchbinder, Mechaniker und Erfinder.

## Leben und Arbeit
Fink wurde in Andelsbuch in der Parzelle Hub geboren und erlernte das Buchbinderhandwerk. Dieser Beruf konnte ihn jedoch im Bregenzerwald nicht ausreichend ernähren und sein Lebtag waren er und seine Familie verarmt. Um 1822 gründete er eine Familie und hatte mit seiner Ehegattin zwei Töchter und den Sohn Johann Jakob (gest. 1857), der später Lehrer wurde.
Fink entstammt der Familie, aus der später auch der österreichische Vizekanzler Jodok Fink hervorging. Fink war auch ein direkter Nachbar von Josef Feldkircher.
Fink brachte als Verleger auf eigene Kosten das beliebte Hauptwerk von Pater Ägidius Jais aus dem Kloster Benediktbeuern heraus: „Guter Samen auf ein gutes Erdreich; ein Lehr- und Gebethbuch sammt einem Hausbüchlein für gut gesinnte Christen, besonders für's liebe Landvolk“, wodurch er jedoch seine finanziellen Probleme nicht lösen konnte.
Fink ist auf dem Friedhof in Andelsbuch begraben.

## Tellurium
Ohne eine höhere Schule besucht zu haben, konstruierte Fink bis etwa 1839 anhand von Eigenbeobachtungen und der astronomischen Angaben in Volkskalendern, die er teilweise in seiner Buchbinderwerkstatt in Andelsbuch band, die mechanische Nachbildung und Darstellung der Bewegung der Erde um die Sonne, des Mondes um die Erde und mit allen Mondphasen. Auch können mit diesem Tellurium die Sonnen- und Mondfinsternisse auf Jahrhunderte hinaus dargestellt werden.
Diese Erfindung von Fink wurde wegen der Präzision und Einfachheit der Darstellung auch von Experten gewürdigt, brachte ihm jedoch nicht den gewünschten finanziellen Erfolg und er konnte nur wenige Stücke gewinnbringend verkaufen.